# Sieć (Słowacja)

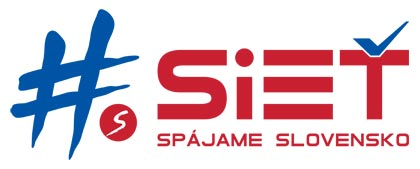
Logo partii

Sieć (słow. SIEŤ, nazwa stylizowana na #SIEŤ) – słowacka partia polityczna o profilu centrowym.

## Historia
Ugrupowanie w 2014 założył poseł Radoslav Procházka, który w wyborach prezydenckich w tym samym roku zajął trzecie miejsce. Do Sieci dołączyli m.in. Miroslav Beblavý, Martin Fedor i Andrej Hrnčiar. Partia dość szybko zaczęła zyskiwać w sondażach, wkrótce po powstaniu otrzymywała w nich ponad 15%. Ostatecznie w wyborach parlamentarnych w 2016 dostała około 5,6% głosów i 10 mandatów.
Sieć dołączyła następnie do koalicji tworzącej trzeci rząd Roberta Ficy, obsadzając jedno ministerstwo w ramach nowego gabinetu. Decyzja o współpracy z partią SMER została zakwestionowana przez trzech z dziesięciu posłów.
W sierpniu 2016 nowym przewodniczącym partii został Roman Brecely (pełnił tę funkcję do 2017). Ugrupowanie uległo rozpadowi, pięcioro posłów przeszło do klubu poselskiego Most-Híd, a partia znalazła się poza koalicją rządzącą. Formacja straciła ostatecznie całą poselską reprezentację.
W 2018 ugrupowanie przyjęło nazwę Słowacka Partia Konserwatywna (słow. Slovenská konzervatívna strana). Ugrupowanie to w 2022 przyłączyło się do KDH.